# Гатанка
Га̀танката е жанр от народното творчество, кратка остроумна загадка, в която с помощта на похвати като алегория, метафора, олицетворение, сравнение и др. се обрисува косвено, чрез свои характерни прояви, предмет или явление, което трябва да се разпознае.
Гатанките заедно с народните песни, приказките, преданията, поговорките, пословиците и други жанрове образуват народното словесно творчество. Обикновено са построени в мерена реч и често са римувани:
Дълъг, дълъг Тодоран, на главата прокълван. (Комин.)
Шарена тояга през полето бяга. (Змия.)
Гатанките имат старинен произход. Например от древногръцката митология е известна гатанката, която чудовището Сфинкс задало на Едип:
Що е това, което сутрин ходи на четири крака, по обед – на два, вечер – на три? (Човекът.)
От Стария завет е известна гатанката, която Самсон задал на филистимците:
Из ядача излезе ядиво и из силния излезе сладко. (Лъв и мед.)
В нея завоалирано се разказва за един от подвизите на Самсон: как с голи ръце убил лъв, а след седмица намерил рой пчели и мед в трупа на лъва (Съдии Израилеви, глава 14).
По подобие на народните гатанки са създадени и авторски, най-вече от детски писатели и фолклористи. Автори на български гатанки са Петко Славейков, Асен Разцветников, Асен Босев, Дядо Благо и др. Пример за авторска гатанка (от Георги Струмски):
Тя ме води в бездънни простори
и отключва железни врати.
Тя си няма уста, а говори.
Тя си няма крила, а лети.
Що е то? (Книгата.)
Гатанките служат не само за забавление. Чрез тях някои писатели изобличават пороци и неправди. Такава е например следната гатанка от Христо Ботев:
Мас има, свиня не е;
ум има, човек не е;
аз го имам за магаре,
ти го имаш за светия.
Що е то? – Чорбаджия.